# Platyxanion seyrigi
Platyxanion seyrigi är en stekelart som först beskrevs av Granger 1949.  Platyxanion seyrigi ingår i släktet Platyxanion och familjen bracksteklar. Inga underarter finns listade i Catalogue of Life.